# Derichsweiler (Düren)
Derichsweiler (Dürener Platt: Derichswiele) ist ein Stadtteil von Düren in Nordrhein-Westfalen.

## Geographie

### Lage
Im nördlichen Teil tangiert die Bahnstrecke Aachen – Düren den Ort, allerdings ohne Verkehrshalt. Außerdem führt nördlich die B 264 am Stadtteil vorbei.

### Seen
Hinter der Bundesstraße liegt direkt der Dürener Badesee. Westlich davon liegt der Echtzer See. Beide Seen sind von Derichsweiler aus fußläufig zu erreichen.

## Geschichte

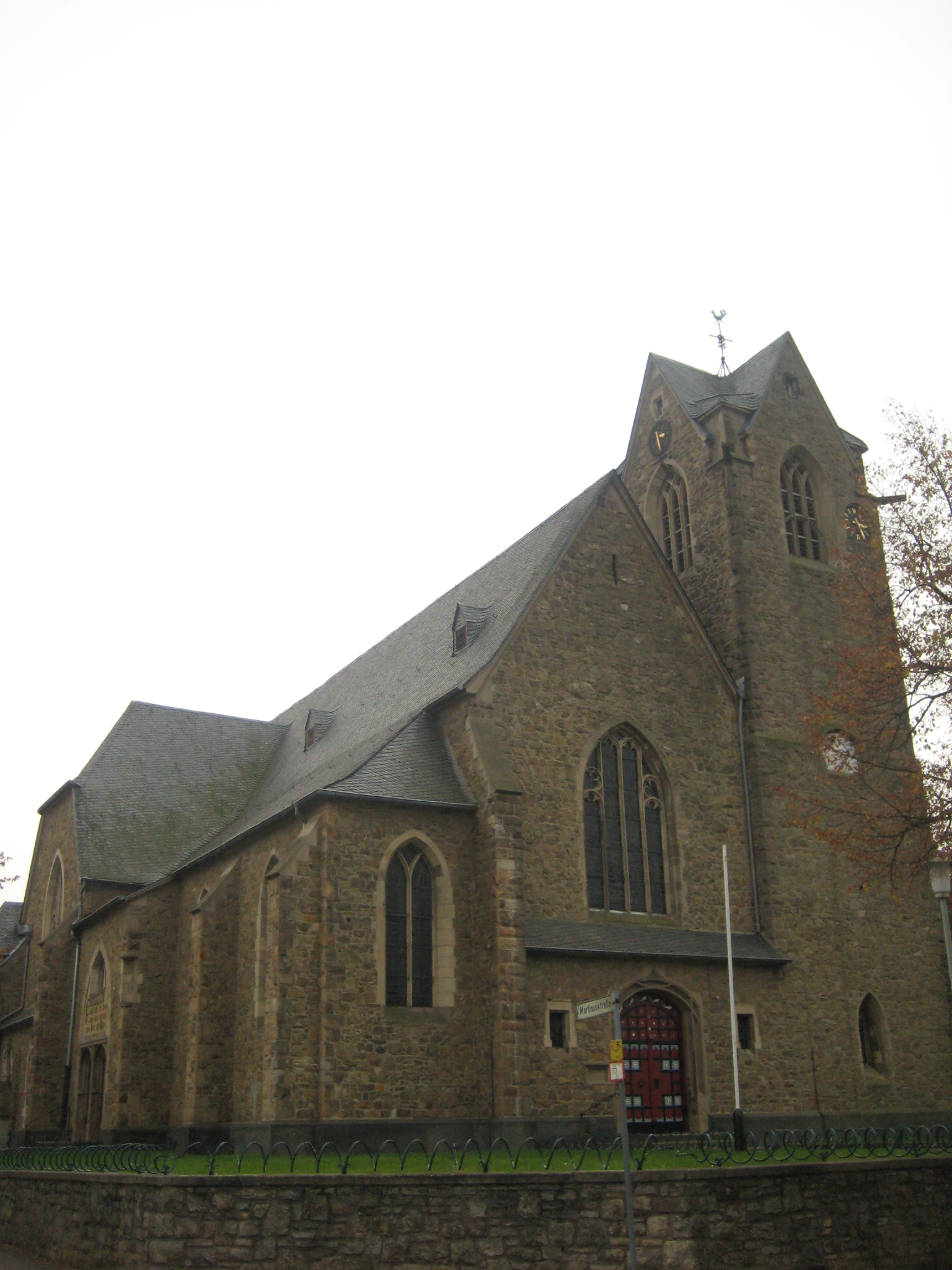
St. Martin Derichsweiler

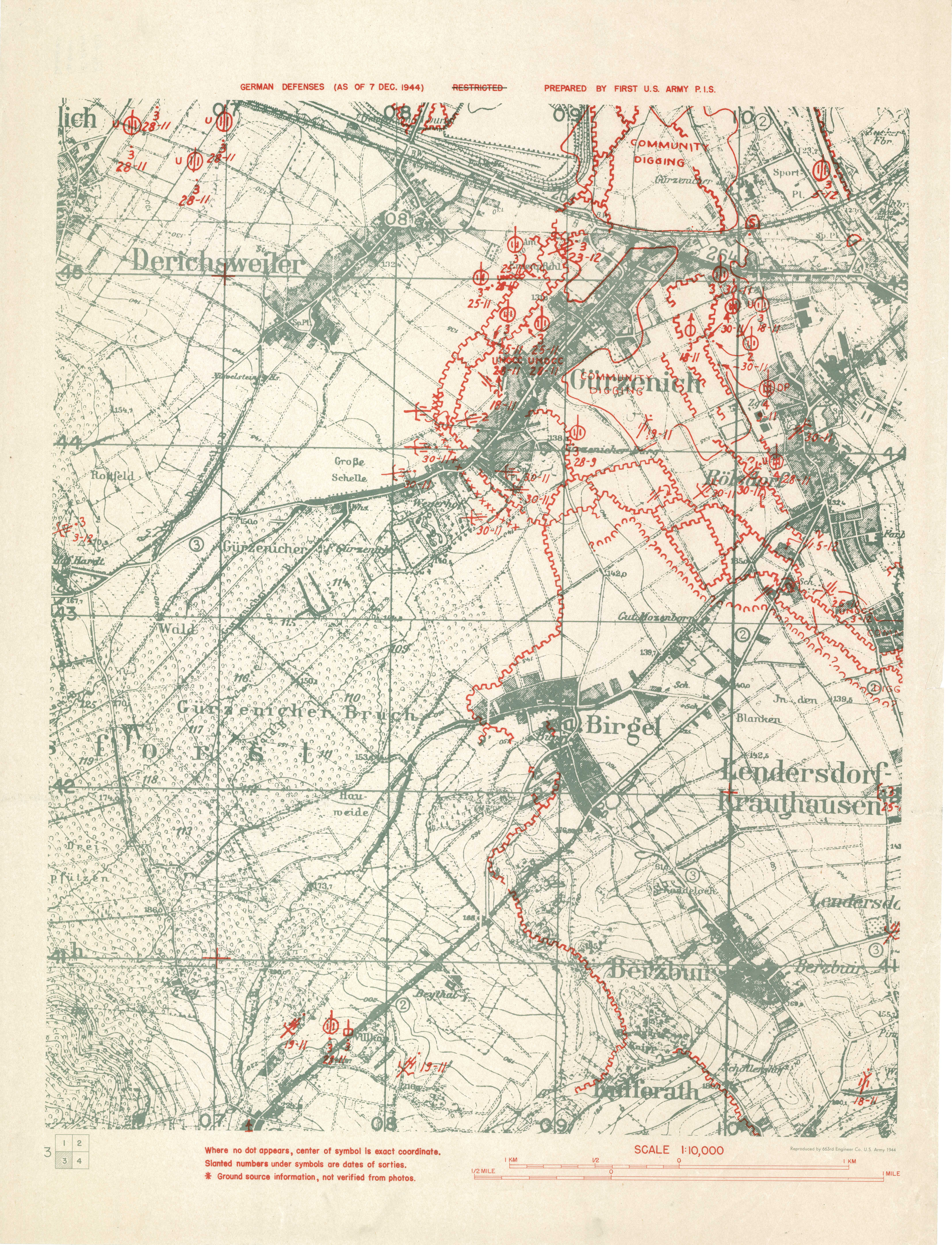
Derichsweiler auf einer Karte des US-amerikanischen Militärs vom 7. Dezember 1944, bei den roten Markierungen handelt es sich um deutsche Stellungen

Römische Ziegelfunde im Südosten des Ortes deuten darauf hin, dass hier bereits ein römischer Grundbesitzer ein Gehöft besaß. Zu diesem Hof gehörte im näheren Umfeld vermutlich eine  Kultstätte, wie zwei 1951 und 1952 in der Nordwand und im Turm der alten Kirche von St. Martin freigelegte Votivsteine der Matronae Turstuahenae nahelegt. Nach dem Ende der römischen Macht, 476 n. Chr., drangen germanische Stämme in die Region vor und übernahmen das hiesige Gehöft. Vom lateinischen „villa“ oder „villare“ (Gehöft, Weiler) ist -weiler abzuleiten. Nach seinem neuen Besitzer Theoderich hieß der Ort nun „Theoderichsvillare“, was sich im Laufe der Jahrhunderte zum heutigen Namen Derichsweiler hin entwickelte.
Ein kleiner Grabstein in der Südseite von Alt St. Martin zeugt davon, dass dort bereits im Zeitraum 500 bis 700 n. Chr. unter fränkischer Herrschaft eine erste christliche Kirche gestanden hat.
Während der Karolinger-Herrschaft war Derichsweiler einer der 43 Königshöfe, die für den Unterhalt der kaiserlichen Pfalz in Aachen zu sorgen hatten.
Nach dem Untergang der Karolinger-Herrschaft fiel das Königsgut Derichsweiler an das Marienstift Aachen und wurde 1287 dem Patronatsrecht des Kölner St.-Gereon-Stiftes unterstellt. Zu dieser Zeit wurde Derichsweiler eine eigene Pfarrgemeinde mit einer Vikarie im Dekanat Jülich. In territorialer Hinsicht unterstand es dem Herzog von Jülich, bis 1609 der Mannesstamm der Herzöge von Jülich erlosch.
Die Zeit ab 1550 bis zur Franzosenzeit Ende des 18. Jahrhunderts brachte der Derichsweiler Bevölkerung abgesehen von kurzen Unterbrechungen immer wieder Krieg, Brandschatzung, Plünderung und Hungersnot in fast regelmäßiger Folge. Mehrfach grassierte die Pest.
Verwaltungsbehördlich gehörte Derichsweiler bis zum Einfall der Franzosen zum Amt Düren und hatte eine eigene Gerichtsbarkeit (Dingstuhl) unter dem Hauptgericht Düren. In der Franzosenzeit bildete Derichsweiler zusammen mit Mariaweiler, Hoven und Merken die Mairie Merken, eine von insgesamt 10 im Kanton Düren. Die Mairie Merken zählte im Jahr 1804 1.358 Einwohner.
Derichsweiler unterstand kirchenrechtlich dem Erzbistum Köln, kam dann zum 1802 von der französischen Administration neu errichteten Bistum Aachen, bis dieses nach Ende der Franzosenzeit 1821 aufgelöst wurde. Fortan gehörte die Pfarrei vorübergehend wieder zum Erzbistum Köln. In diese Zeit der zunehmenden Industrialisierung auch im Raum Düren fällt der Neubau der Pfarrkirche St. Martinus neben dem damals noch unzerstört stehenden Bau von Alt St. Martin. Im Jahr 1930 wurde der Ort dem erneut gebildeten Bistum Aachen wieder zugeteilt, zu dem es noch heute gehört.
1815 brachte der Wiener Friede wieder einige strukturelle Veränderung mit sich. Die Mairie Merken blieb jedoch in Analogie zur modernsten Verwaltungsstruktur à l’époque die Bürgermeisterei Merken im Kreise Düren. Die Aufhebung des Kölner Stiftes St. Gereon und infolge der Verkauf auch von deren hiesigem umfänglichen Grundbesitz an nunmehr freie Bauern gehört zu den sehr weitreichenden Veränderungen dieser Epoche, die nach der Franzosenzeit im Grundsatz beibehalten und im bürgerlichen Recht weiter entwickelt wurden.
Der Erste Weltkrieg forderte von 58 Derichsweilern das Leben, im Zweiten Weltkrieg kamen 134 Gemeindebürger um. Im Laufe des Zweiten Weltkrieges erlebte Derichsweiler einen schwarzen Tag seiner Geschichte. Am 15. August 1940 wurde Derichsweiler von alliierten Bombern getroffen. Dem Treffer mit Brandbomben fiel die alte Pfarrkirche St. Martin zu Derichsweiler als erste Kirche des Deutschen Reiches im Zweiten Weltkrieg zum Opfer.
Schon gut zwei Jahrzehnte vor Beginn des Zweiten Weltkrieges war jedoch die Pfarrkirche St. Martinus an einer der alten Kirche benachbarten Stelle neu erbaut worden. Die im Sommer 1940 zur Ruine ausgebrannte alte Kirche stand über viele Jahrzehnte leer. In den 1990er Jahren wurde sie zur Begegnungsstätte „Alte Kirche“ ausgebaut und kann von Privatpersonen für Veranstaltungen gemietet werden.
Die Aufräumungs- und Aufbauphase nach dem Zweiten Weltkrieg dauerte mehr als 10 Jahre und so waren erst Ende der 1950er Jahre die gröbsten Spuren des Krieges in Derichsweiler beseitigt.
Derichsweiler wurde im Zuge der kommunalen Gebietsreform zusammen mit weiteren Gemeinden am 1. Januar 1972 in die Stadt Düren eingegliedert und gehört somit zum Regierungsbezirk Köln. Eine unbewohnte Fläche wurde in die Gemeinde Langerwehe umgegliedert.

## Politik
Als politische Vertretung ist seit 1999, wie in allen anderen Stadtteilen Dürens, ein 15-köpfiger Bezirksausschuss gebildet worden.
Nach der letzten Kommunalwahl 2014 lautet die Sitzverteilung:
- CDU 7 Sitze
- SPD 5 Sitze
- Grüne 1 Sitz
- Die Linke 1 Sitz
- AfD 1 Sitz
- FDP 1 Sitz (nur beratend)[4]

Der Bezirksausschuss wählte im September 2014, zum zweiten Mal in Folge, Roland Kulig (CDU) zum Vorsitzenden und Henner Schmidt (SPD) zu seinem Stellvertreter.

### Wappenbeschreibung
Ab Ende des 15. Jahrhunderts besaß Derichsweiler ein Wappen, das einen Löwen und einen Stern zwischen dem Schwanz des Löwen und der Begrenzung des Wappens zeigte.
Das oben angegebene Wappen entstand in der zweiten Hälfte des 16. Jahrhunderts.
Das Wappen besteht aus zwei Teilen. Der obere Teil des Wappens zeigt wieder den Löwen auf einem gelben Hintergrund und der untere Teil zeigt eine gelbe Distel mit zwei anderen Blumen, wovon je eine links und rechts angeordnet ist, auf einem schwarzen Hintergrund. Die Herkunft der Blumen ist unbekannt.
Da Derichsweiler seit 1972 zur Stadt Düren gehört, gilt seit diesem Zeitpunkt das Wappen der Stadt Düren auch für Derichsweiler. Das oben angegebene Wappen wird jedoch immer noch von der Bevölkerung als das Wappen des Ortes angesehen, obwohl es das offiziell nie gewesen ist.

## Infrastruktur

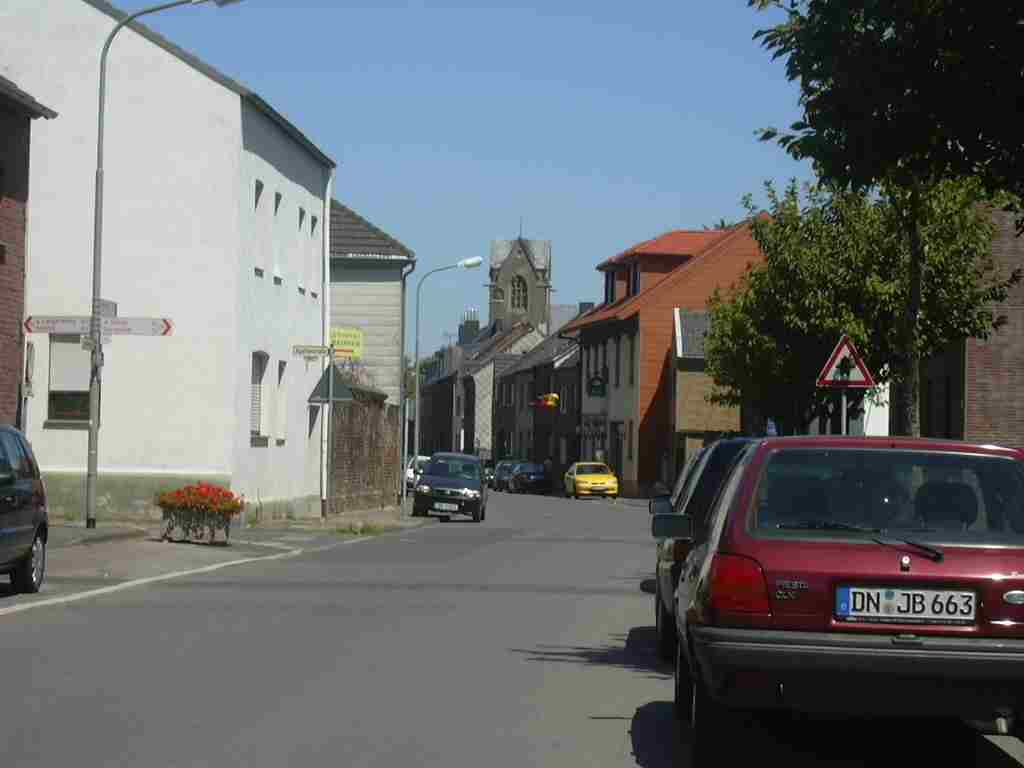
Innerorts

Der Stadtteil verfügt über eine Grundschule und einen Kindergarten.
Die alte Kirche von Derichsweiler war die erste Kirche des Deutschen Reichs, die von einer Brandbombe im Zweiten Weltkrieg zerstört wurde.
1910 wurde die heutige Pfarrkirche St. Martin erbaut. Die Ruine der alten Kirche stand leer, bevor in den 1990er Jahren begonnen wurde, sie zu einer Begegnungsstätte auszubauen.
Mittlerweile ist der Ausbau der „Alten Kirche“ abgeschlossen. Neben dem Innenausbau der Alten Kirche zur Begegnungsstätte ist der Vorplatz neu gestaltet worden. Unter tatkräftiger Mithilfe der ortsansässigen Vereine entstand ein völlig neugestaltetes Umfeld zwischen Pfarrheim und Alter Kirche. Die Alte Kirche wird von Privatleuten, Vereinen sowie der Pfarrgemeinde (Pfarrfest) genutzt.
Das Komitee zur Vergabe des Rheinschen Preises für Denkmalpflege 2010 würdigte des Umgang der Kirchengemeinde von St. Martin mit der alten Kirche in Form einer Anerkennung.

## Baudenkmäler, Sehenswürdigkeiten
- Haus Dampfmühlenstraße 101
- Urbanuskapelle
- Hofanlage (heute Wohnhaus) Agathastraße 92
- Wegekreuz Dampfmühlenstraße
- Hofanlage Agathastraße 40
- Kirchenruine Derichsweiler
- Matronae Turstuahenae

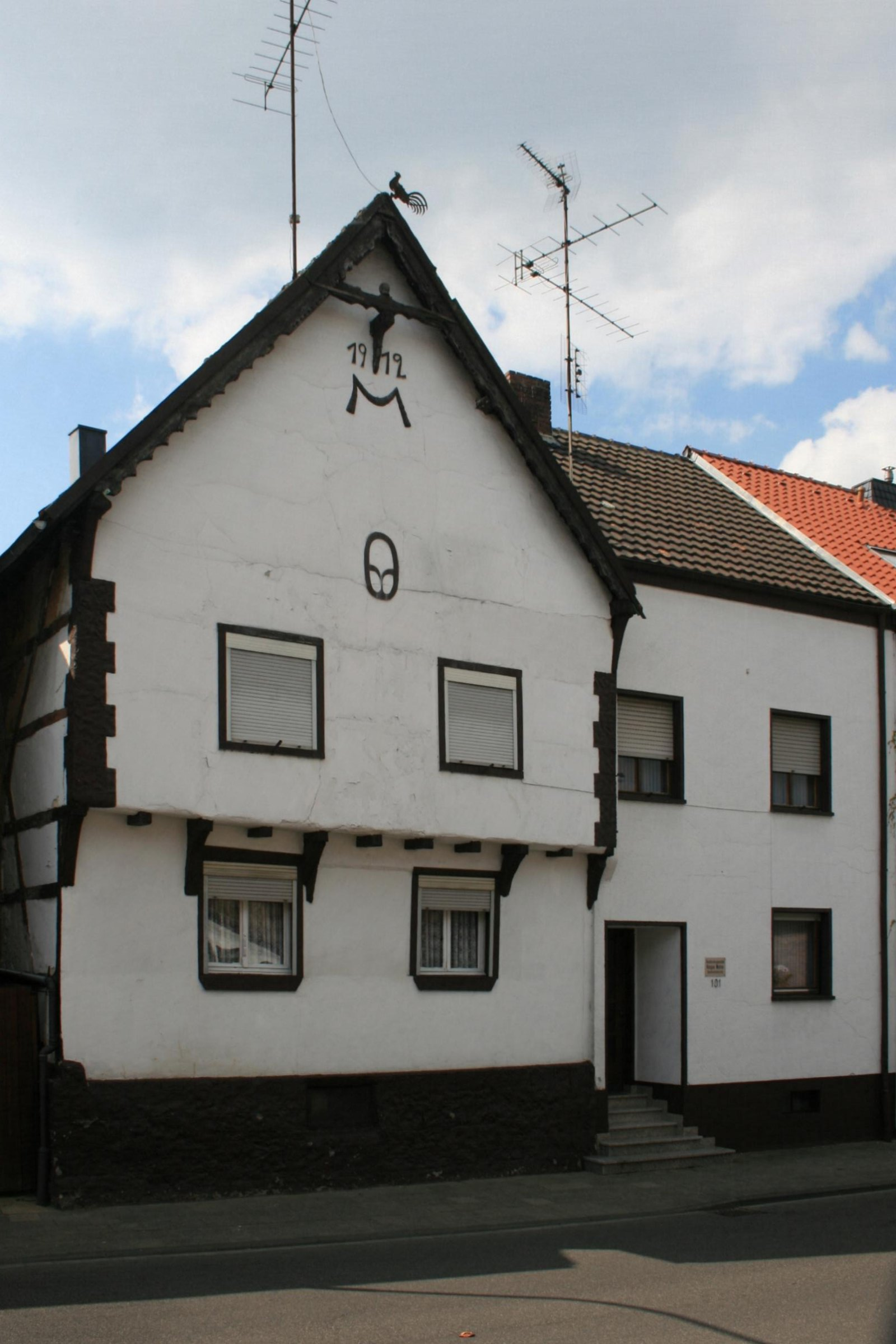
Dampfmühlenstraße 101
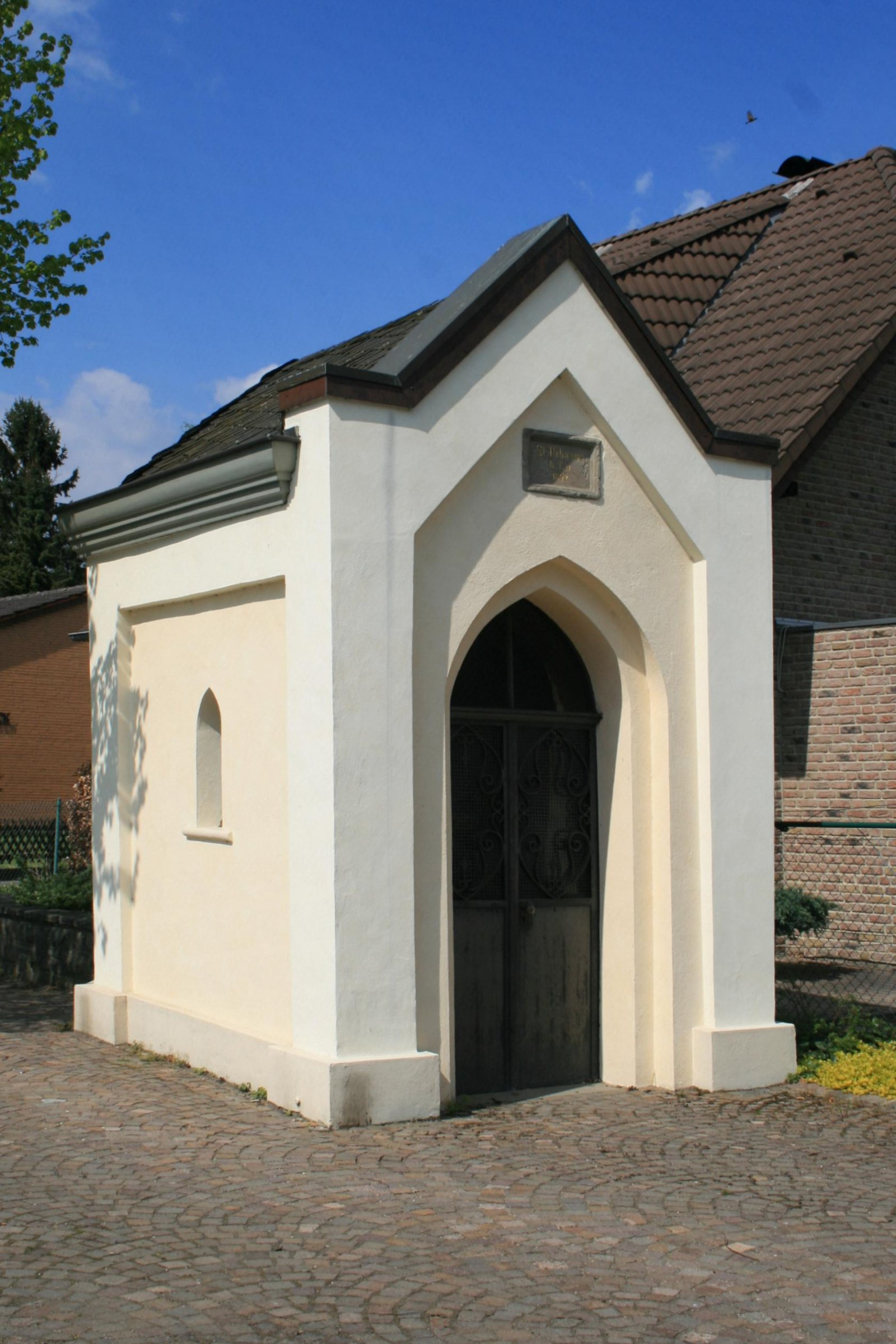
Urbanuskapelle
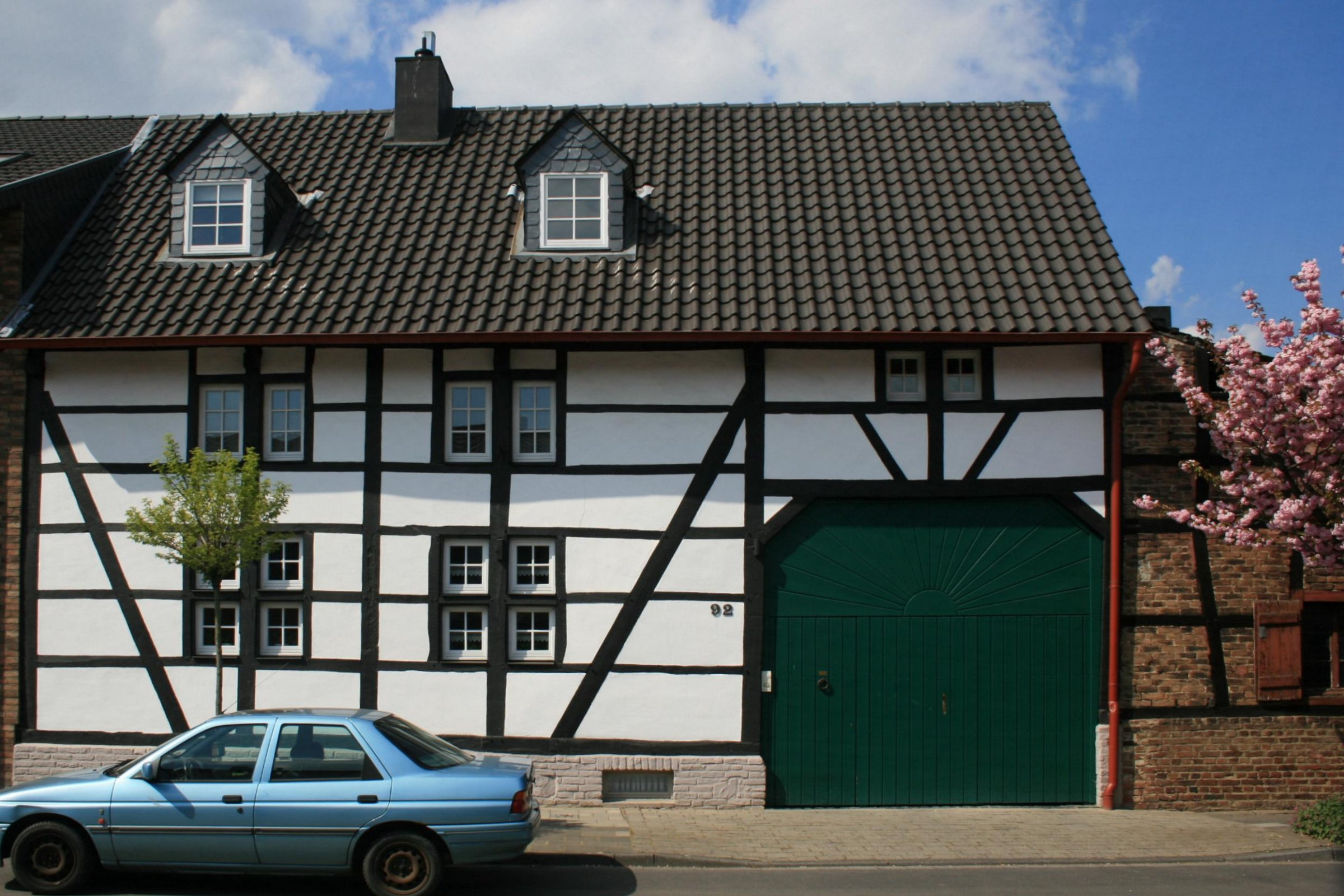
Agathastraße 92
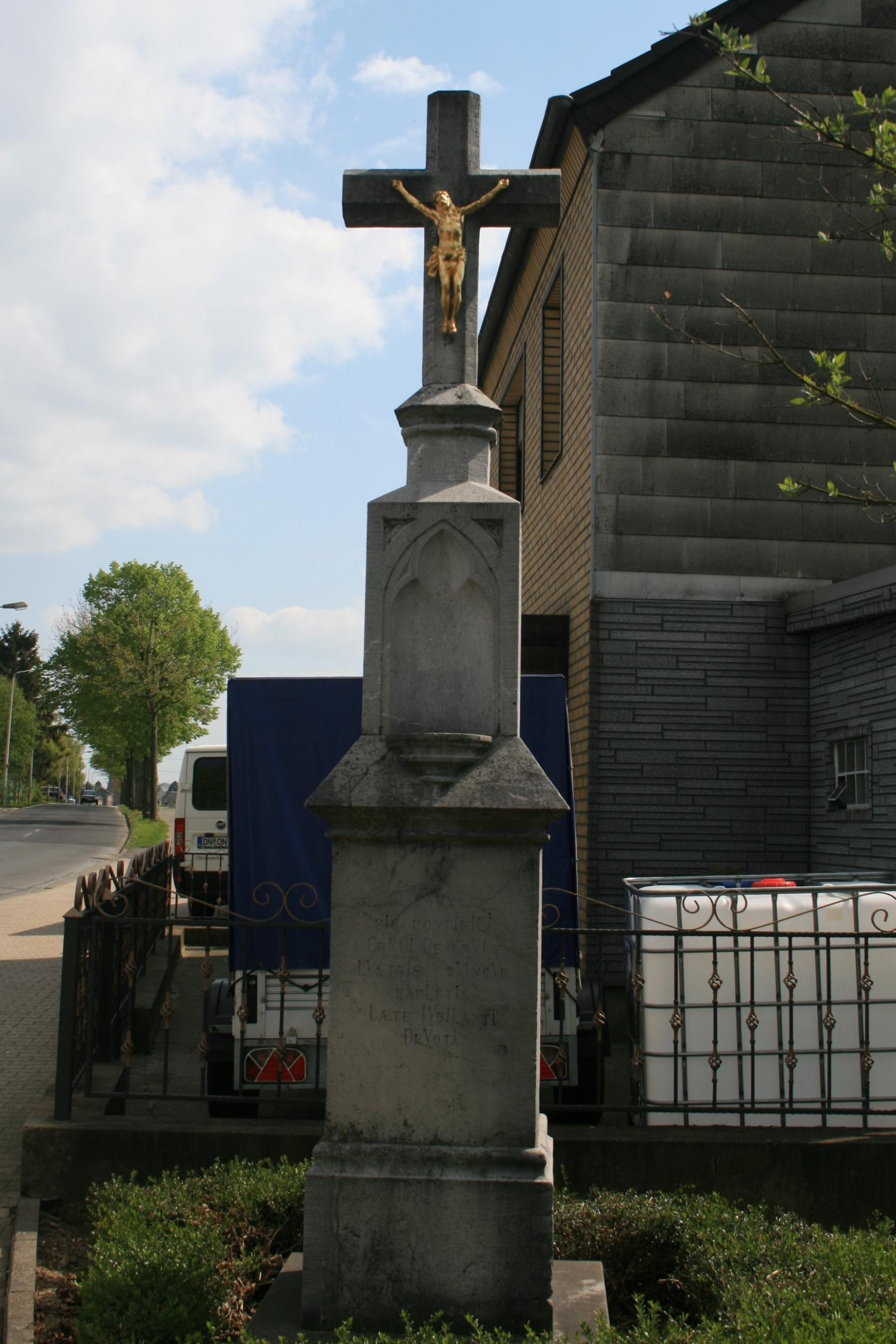
Wegekreuz Dampfmühlenstraße
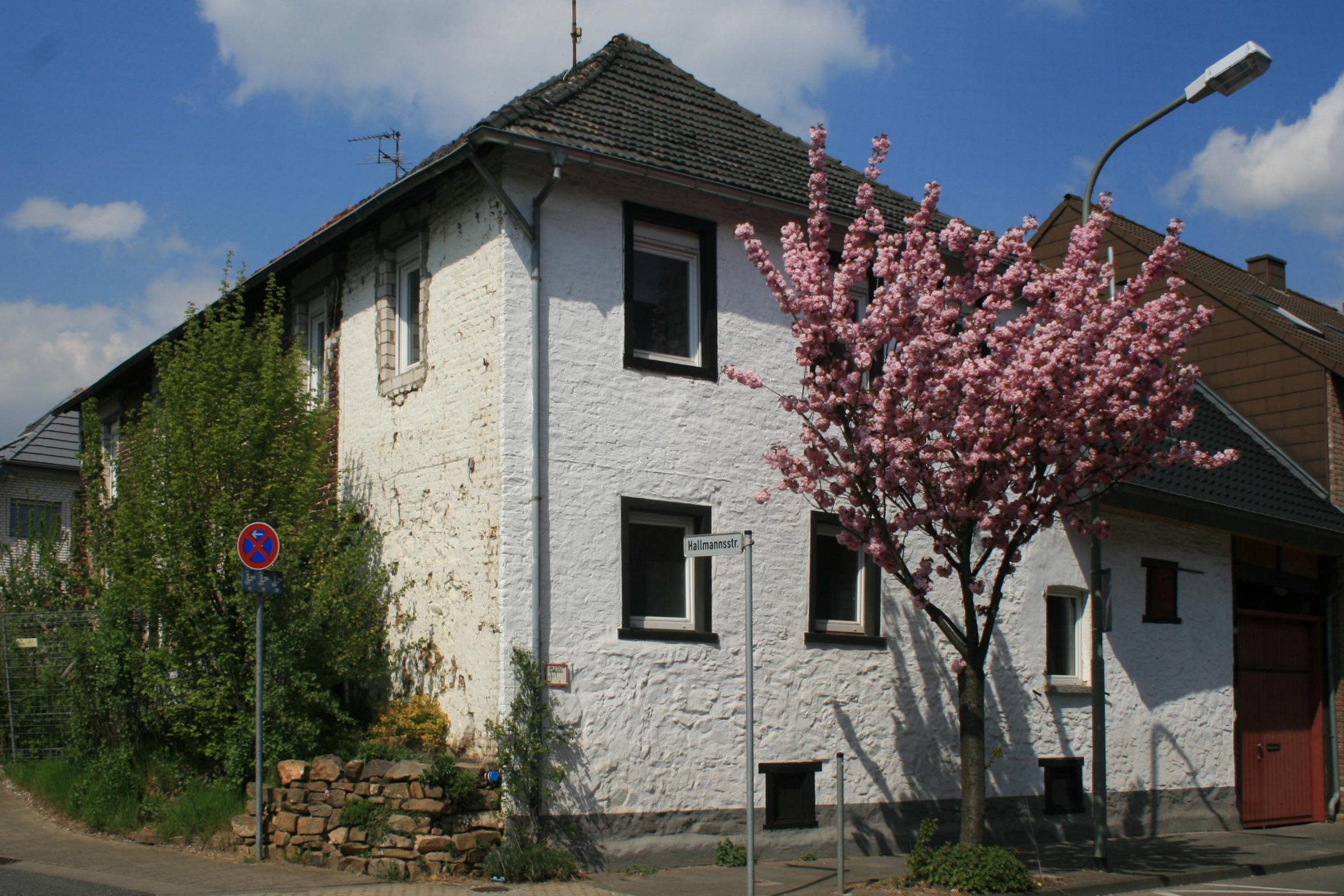
Agathastraße 40
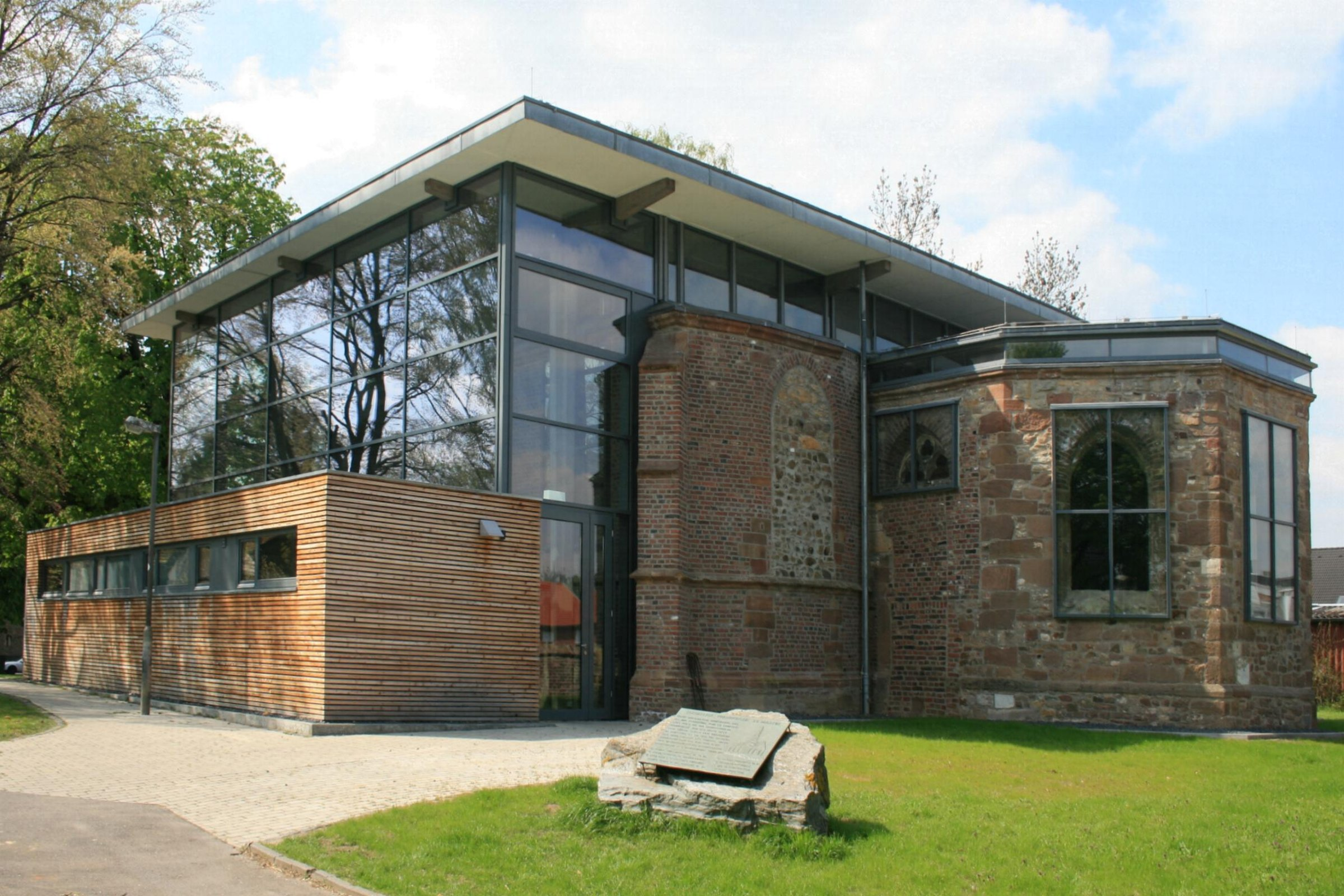
Alte Kirche

## Verkehr
Die AVV-Buslinien 213 und 296 von Rurtalbus verbinden Derichsweiler mit Langerwehe, Birgel, Gürzenich und Düren-Mitte. Die Linie 297 bedient nur die Haltestellen „Derichsweiler Abzw.“ und „Derichsweiler Engel des Herrn“. Zudem verkehren die Schulbuslinien 239 und 266. Zudem ist Derichsweiler ans Nachtbusnetz von Rurtalbus angeschlossen.
| Linie | Verlauf |
| ----- | --- |
| 213   | Düren Kaiserplatz – Gürzenich – Birgel / Derichsweiler / Gürzenich Wald |
| 239   | Birgel – Gürzenich – Derichsweiler – Konzendorf – Echtz – Echtz Badesee – Mariaweiler – Gesamtschule |
| 266   | (Verstärkerfahrten) Langerwehe – Schlich Grundschule |
| 296   | Düren Bf/ZOB – StadtCenter – Kaiserplatz – Gürzenich – Derichsweiler – Schlich – Merode – Pier – Jüngersdorf – Langerwehe Holzstr. – Langerwehe Bf – Luchem – Inden/Altdorf – Lamersdorf – Lucherberg / Frenz |
| 297   | Düren Bf/ZOB – StadtCenter – Gürzenich – D’horn Rothaus – Obergeich – Langerwehe Markt – Langerwehe Bf |
| N4    | Nachtbus: nur in den Nächten Fr/Sa und Sa/So Düren Bf/ZOB → Kaiserplatz → Mariaweiler → Schophoven → Inden/Altdorf → Lamersdorf → Langerwehe → Gürzenich                                                      |

Die nächsten Bahnhöfe sind „Düren“ und „Langerwehe“ an der DB-Hauptstrecke Köln – Aachen.
Der diskutierte Ausbau der Schnellfahrstrecke Köln–Aachen zwischen Langerwehe und Düren auf drei Gleise könnte auch einen Haltepunkt der Euregiobahn in Derichsweiler mit sich bringen. Besonders die SPD stellte während ihrer Zeit als Opposition im Dürener Stadtrat stellte wiederholt Forderungen auch nach einem Park & Ride-Parkplatz in der Nähe des Haltepunkts, um die Parkplatzsituation in der Dürener Innenstadt zu verbessern. 2014 wurde seitens der Bezirksregierung Köln beschlossen, einen Haltepunkt in Derichsweiler für den Bundesverkehrswegeplan vorzuschlagen. Im Bundesverkehrswegeplan 2030 ist jedoch kein Haltepunkt in Derichsweiler vermerkt.
Die Autobahnauffahrt „Düren“ an der A 4 liegt etwa 4 km entfernt.

## Vereine, Vereinigungen
- FC Borussia Derichsweiler 03 e. V.
- St. Martinus-Schützenbruderschaft Derichsweiler 1624 e. V.
- Karnevalsgesellschaft „Blau Weiße Sterne“
- Maigesellschaft Derichsweiler e. V.
- Tambourcorps Germania Derichsweiler 2007 e. V.
- Turnverein Derichsweiler 1885 e. V.
- Löschgruppe Derichsweiler der Freiwilligen Feuerwehr Düren
- Kaninchenzuchtverein R 215 Derichsweiler

## Persönlichkeit
- Philipp Krug (1864–1925), Politiker des Zentrums und Pädagoge

## Trivia
Von den Bewohnern der umliegenden Orte wird der Stadtteil Hubertshausen genannt.